# سكتو (فلم)
سكتو هو فيلم جزائري صدرَ عام 2008 للمخرج خالد بن عيسى.

## القصّة
تجري أحداث الفيلمُ في شارعٍ بالعاصمة يتحوّل خلال إحدى الليالي إلى كابوسٍ رهيب بالنسبة للبطل سماعين الذي يجدُ نفسه في هذه الليلة غير قادرٍ على النوم بسبب دوامة الصخب والضوضاء التي يحدثها جيرانه.
يستحيل عليه النوم في ظل الضجة التي تحدثها السيارات وحراس حظيرة الحي وصراخ الباعة ليبلغ به الأمر آخر المطاف إلى فقدان عقله.

## الجوائز
عُرض الفيلم في مهرجان بولان دور فيسباكو عام 2009، كما فازَ بجائزة مهرجان التاغيت الذهبي للفيلم القصير تقديرًا «لإدراكِ المخرج وبراعته الكبيرة في كيفية استرجاع  الصورة الواقعية من خلال مزجه بين الفكاهة و الجد» حسب لجنة تحكيم المهرجان فضلًا عن جائزة الكاميرا الذهبية في دورتها الأولى.